# Polyrhachis excisa
Polyrhachis excisa is een mierensoort uit de onderfamilie van de schubmieren (Formicinae). De wetenschappelijke naam van de soort is voor het eerst geldig gepubliceerd in 1867 door Mayr.